# Serenade voor fluit, harp, viool, altviool en cello (Roussel)
De Sérénade pour flûte, harpe, violon, alto et violoncelle (Frans voor Serenade voor fluit, harp, viool, altviool en cello) in C majeur opus 30 is een kwintet van Albert Roussel gecomponeerd in 1925. Door de afwijkende samenstelling van het ensemble wordt het werk (relatief) weinig uitgevoerd.

## Structuur
1. Allegro: melodische ontwikkeling in een gemeenschappelijk ritme (homoritmie), waarbij de intervallen veranderen op een onveranderlijk metrische structuur; immuable.
2. Andante: contemplatief en onbeweeglijk, waarbij het beeld van een zonovergoten landschap van het zuiden wordt opgeroepen;
3. Presto: vrij rondo met een intermezzo van glissando's van flageloletten.

De eerste uitvoering van dit werk vond plaats op 15 oktober 1925 in de Salle Gaveau in Parijs door het "Quintette Instrumental". Het werk is opgedragen aan René le Roy, een toenmalige bekende fluitist in Frankrijk en opdrachtgever voor dit werk. 